# Opel X18XE1
Opel X18XE1 var en benzinmotor bygget af Opel og introduceret i 1998. Motoren havde et slagvolume på 1,8 liter (1796 cm³), boring × slaglængde 80,5 × 88,2 mm, 4 cylindre, 16 ventiler og en effekt på 85 kW (116 hk) ved 5400 omdr./min. Det maksimale drejningsmoment var 170 Nm ved 3400 omdr./min. X18XE1 blev blandt andet benyttet i Astra G og Vectra B. Motoren var efterfølger for X18XE, som ligesom de større 2,0-litersmotorer var bygget af "BigBlock"-motorblokken. På grund af hyppigt optrædende revner i krumtappen blev motoren udfaset. X18XE1 var lavet af samme motorblok som 1,6-litersmotorerne, men havde større boring i cylindrene. Motoren tilhørte Ecotec-serien, havde hydrauliske ventilløftere og kunne problemløst køre på autogas/LPG. Hyppigt optrædende problemer på X18XE1 var blandt andet svingende tomgangsomdrejningstal. Efterfølgeren for X18XE1 var Z18XE.